# Не будете ченге, което спи
„Не будете ченге, което спи“ (на френски: Ne réveillez pas un flic qui dort) е френски криминален игрален филм, излязъл по екраните през 1988 година, режисиран от Жозе Пинейро. Главните роли се изпълняват от Ален Делон и Мишел Серо.
Сценарият, написан от Ален Делон, е адаптация по новелата „Клауза за стил“ (Clause de style) на френския писател Фредерик Фажарди.
Виждайки зациклянето на правосъдната система и нейната невъзможност да насмогне на престъпността, полицейският комисар Скати (Серо) основава тайната организация „Лоялност към полицията“, чиято цел е раздаването на бързо правосъдие и прочистване на обществото от хората занимаващи се с „нечист“ бизнес. Същевременно, друг инспектор Грeндел (Делон) е натоварен със задача да разследва жестокото раздаване на правосъдие от тази организация.
Това е последния филм от група популярни произведения от 1980-те години с Ален Делон в главната роля, с обща визуална и сюжетна стилистистика, започнала с хита „Трима мъже за убиване“ (1980) на Жак Дере.

## Сюжет
В Ньой сюр Сен, на Шанз-Елизе и в престъпното парижко предградие Сен Дени се провеждат брутални репресии срещу влиятелни магнати от парижкия подземен свят: наркодилъри, собственици на подземни казина и сводници. Зад тези чудовищни актове на линч стоят служители от ръководството на парижката полиция, които са създали тайна въоръжена група за премахване на престъпници и нехаресвани личности, наречена „Лоялност към полицията“. Тази организация се ръководи от главния комисар на парижката полиция Рожe Скати.
Началникът на полицията Казалиерес вика комисар Южѐн Грeндел при себе си и го инструктира да създаде група за разследване на убийствата на парижки гангстери. Като помощници на Грeндел са назначени Пéре, който губи ръката си, докато обезврежда бомба, поставена в синагога, и войникът от специалните части Робер Люц, когото Грeндел презира заради неговите крайнодесни, нацистки възгледи.
Грeндел започва да търси свидетели на бруталните убийства, но неизвестни хора ги убиват, преди той да успее да ги разпита. Следващата жертва е бивш убиец на ултралява терористична група, който е убит от Скати и най-близките му поддръжници. Комисарят се опитва да въвлече своя информатор, но той е застрелян в градски парк пред огромен брой хора. Малко преди това в покрайнините на Париж с гранатомет е взривен автомобил с ръководството на парижката жандармерия.
По-късно полицейското управление получава обръщение от името на „Лоялност към полицията“, в което се съобщава, че организацията поема отговорност за опита за убийство на жандармеристите и обявява война на всички престъпници и предатели на националните интереси на Франция, и всеки несъгласен подлежи на изолация от обществото или унищожение. Грeндел стига до заключението, че в неговата група има полицейски агент. Подозрението пада върху Люц, но не е възможно да го разпитат – след като признава връзките си с „Лоялност към полицията“, той се хвърля от прозореца. Грeндел се свързва с един от полицаите, който е член на „Лоялност към полицията“ и е готов да направи искрено признание, като посочи името на главния вербовчик на организацията, комисар Латюèва. Докато се опитва да арестува Латюева, той се самоубива, а полицаят е намерен обесен с прерязано гърло и граната в устата.
Един от съучастниците на Скати идва при Пере и признава, че е член на „Лоялност към полицията“. Иска да го пусне да избяга, като в замяна му разкрие началника на организацията, като му уреди среща с него. Пере решава да запази тази информация от Грeндел и да разузнае повече информация лично. Грeндел и неговите помощници попадат в засада на пътя, където са застреляни от камион пред тях. Оцеляват само инспектор Коен и самият Грeндел, който е ранен в крака. Пере пристига на конгреса на „Лоялност към полицията“, където се оказва, че преговорите са маскирана смъртна присъда срещу самия него. Застрелян е лично от Скати. Грeндел решава да отмъсти на убийците.
Шефът на полицията вика Грeндел при себе си. Той вече разбира, че „Лоялност към полицията“ има свои агенти на върха на полицейското командване и изисква екстрадирането на Скати от самия Казалерес. Той отказва и става очевидно, че той също е член на тази група. Но Грeндел предвижда този сценарий и записва целия разговор с членове на „Лоялност към полицията“ за последващо предаване на доказателства на главния инспекторат за вътрешна сигурност. Членовете на организацията се предават, Скати се опитва да се самоубие, но Грeндел го убива, след като научава, че той е убиецът на Пере. Същия ден Грeндел обявява оставката си от полицията.

## В ролите
| Актьор              | Роля                             |
| ------------------- | -------------------------------- |
| Ален Делон          | Дивизионен комисар Южѐн Грeндел  |
| Мишел Серо          | Полицейски комисар Роже Скати    |
| Патрик Каталифо     | Пéре, помощник на Грeндел        |
| Ксавие Делюк        | Люц                              |
| Раймон Жером        | Казалерес, директор на полицията |
| Серж Реджани        | Стефаноà                         |
| Роксан Гулд         | Дженифър                         |
| Стефан Жоберт       | Спиеро                           |
| Консуел Де Хавиланд | Корин                            |
| Бернар Фарси        | Инспектор Латюева                |
| Феодор Аткин        | Стадлер                          |
| Доминик Валера      | Валес                            |
| Бруно Рафаели       | Зелейм                           |
| Нар Сене            | Туре                             |
| Лоран Гамелон       | Мъжът с бебето                   |
| Реми Кирх           | Гинзбаум                         |
| Ги Куевас           | Бесони, крал на проституцията    |
| Жан-Пиер Жорис      | Лоермел                          |
| Жак Миньо           | Малез                            |
| Даниел Берета       | Офицерът от жандармерията        |
| Люсиен Брамс        | Лушентини                        |
| Саша Гордин         | Коен                             |
| Дейвид Джалил       | Инспекторът по наркотиците       |
| Клод Бакони         | Инспекторът на B.R.I.            |
| Жак Писиас          | Комисар Параре                   |
| Жорж Маврос         | Префектът                        |
| Жак Ван Дорен       | Възрастният полицай              |
| Уилям Еме           | Подофицер № 1                    |
| Филип Нахон         | Подофицер № 2                    |
| Жан-Люк Мимо        | Радиополицаят                    |
| Оливие Маршал       | Приятел на Гинзбаум              |
| Жан Баден           | Съдебният лекар (гараж)          |
| Жил Брисак          | Съдебният лекар (болница)        |
| Ерик Бувие          | Млад полицай                     |
| Жан-Луи Фулкие      | Комисарят (болница)              |
| Вивиен Савидж       | Ритон                            |